# Ботвиновка (Черкасская область)
Ботви́новка (укр. Ботвинівка) — село в Уманском районе Черкасской области Украины.
Население по переписи 2001 года составляло 421 человек. Почтовый индекс — 20010. Телефонный код — 4745.

## Местный совет
20010, Черкасская обл., Христиновский р-н, с. Ботвиновка